# 기다오사까조선초급학교
기다오사까조선초급학교(일본어: 大阪福島朝鮮初級学校 기다오사카 조선 초급학교[*])는 일본 오사카시에 위치한 조선학교이다.

## 연혁
- 1957년 4월 1일 - 히가시요도가와 조선 초급학교로 설치.
- 1960년 4월 - 현재지로 이전하여 키타오사카 조선 초급학교로 개칭.
  - 5월 - 중급부가 병설. 학교 명칭을 키타오사카 조선 초중급학교로 한다.
- 1970년 - 유치반 설치.
- 2020년 - 중급부를 이 연도보다 휴교로 한다.
- 2023년 - 중급부를 이 연도부터 폐교로 한다. 그리고 성북한 초급학교를 병합, 현재의 교명으로 개칭.

## 참고 자료
- 大阪民族教育60年誌編集委員会 (2005). 《大阪民族教育60年誌》. 大阪朝鮮学園. 다음 글자 무시됨: ‘和書

’ (도움말)